# Pareuchaetes pulverea
Pareuchaetes pulverea är en fjärilsart som beskrevs av George Francis Hampson 1905. Pareuchaetes pulverea ingår i släktet Pareuchaetes och familjen björnspinnare. Inga underarter finns listade i Catalogue of Life.